# Jan Ekier

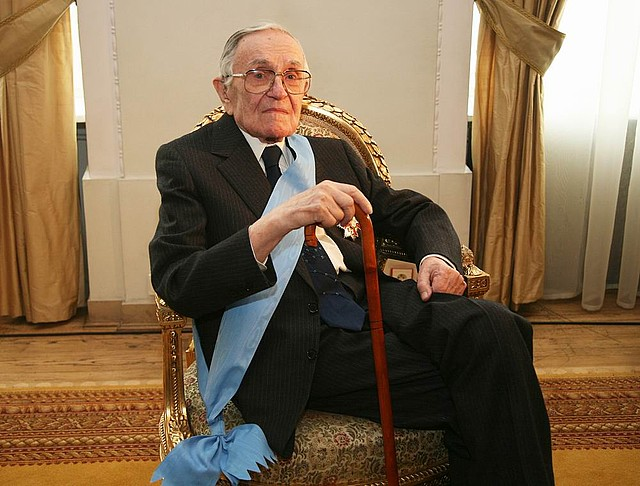
Jan Ekier (2010)

Jan Stanisław Ekier (* 29. August 1913 in Krakau; † 15. August 2014) war ein polnischer Pianist, Komponist und Musikpädagoge.
Ekier hatte den ersten Klavierunterricht zunächst privat, dann an der Władysław-Żeleński-Musikschule bei Olga Stolfowa. An der Musikschule war er auch Kompositionsschüler von Bernardino Rizzi. Von 1932 bis 1934 studierte er Musikwissenschaft an der
Jagiellonen-Universität in Krakau. Am Staatlichen Konservatorium Warschau (heute Fryderyk-Chopin-Universität für Musik) setzte er von 1934 bis 1939 seine Ausbildung bei Zbigniew Drzewiecki (Klavier) und Kazimierz Sikorski (Komposition) fort. 1940–1941 war er Orgelschüler von Bronisław Rutkowski.
Er trat bereits in seiner Kindheit als Pianist auf und gab in der Zeit der deutschen Besatzung Konzerte im Untergrund. Nach dem Krieg hatte er Auftritte in den großen Konzerthallen Polens und unternahm Konzertreisen durch Europa, Südamerika und Japan. Im Mittelpunkt seines Repertoires standen die Klavierkonzerte und Solowerke Fryderyk Chopins, die Symphony Concertante Karol Szymanowskis, Sergei Prokofjews 3. Klavierkonzert und die Klavierkonzerte Johann Sebastian Bachs.
Bis zu seiner Emeritierung 2000 unterrichtete Ekier an der Fryderyk-Chopin-Musikakademie (heute Fryderyk-Chopin-Universität für Musik) in Warschau. Daneben gab er Meisterkurse u. a. in Deutschland, Frankreich und Japan und wirkte als Juror an zahlreichen Musikwettbewerben mit. Er bereitete kritische Ausgaben von Werken Bachs und anderer Komponisten vor und war ab 1959 Chefherausgeber der polnischen Nationalausgabe der Werke Chopins. Neben anderen Auszeichnungen erhielt er das Goldene Verdienstkreuz (1952), das Offizierskreuz des Ordens Polonia Restituta sowie die Ehrendoktorwürde der Fryderyk-Chopin-Universität für Musik. Zu seinem 100. Geburtstag 2013 erschien seine erste von Aneta Teichman verfasste Biographie.

## Werke
- Dwa preludia für Klavier (1932)
- Humoreska für Klavier (1933)
- Straszak, Kinderballett (1933)
- Śmierć Fauna, szenisches Bild (1933)
- Dwa mazurki für Klavier (1933)
- Kołysanka für Klavier (1933)
- Tempo dnia, Ballett (1934)
- Toccata für Klavier (1935)
- Mazurek für Klavier (1935)
- Suita góralska für Kammerorchester (1935) für Sinfonieorchester (1937)
- Krakowiak für Klavier (1936)
- Wariacje i fuga für Streichquartett (1937)
- Szturmówka für Stimme und Klavier (1942)
- Na nowe drogi – Uderzenie für Stimme und Klavier (1943)
- Janka für Stimme und Klavier (1943)
- Psalm wielkanocny für Alt und Klavier (1944)
- Dwadzieści kolęd für Klavier (1947)
- Kolorowe melodie für Klavier (1949), für gemischten Chor und kleines Sinfonieorchester (1951)
- Koncert fortepianowy (1949)
- Musik zum Animationsfilm Dwie Dorotki (1956)